# Veli-Matti Lindström
Veli-Matti Lindström, finskismučarski skakalec, * 15. november 1983, Nastola, Finska.  
Lindström se je s štirimi leti začel ukvarjati s skoki. Leta 1995 je že kot 12-letnik bil uvrščen v finsko repreznetanco, na tekmi svetovnega pokala pa je debitiral v sezoni 1998/99 na tekmi Novoletne turneje v Garmisch-Partenkirchnu. Prve točke je osvojil v isti sezoni na tekmi v  Kuopiu. Do sedaj je bil petkrat na stopničkah za zmagovalce. Njegov najbolji dosežek v skupnem seštevku svetovnega pokala je 15. mesto iz 2003/04.
V sezoni 2000/01 je postal finski državni prvak, kasneje pa še mladinski svetovni prvak tako med posamezniki kot ekipno. S temi dosežki je bil uvrščen v finsko ekipo za olimpijske igre v Salt Lake Cityju leta 2002, kjer je ekipa osvojila srebrno medaljo, le desetinko so zaostali za nemško ekipo. Posamezno je bil peti na mali skakalnici.
Od leta 2000 redno nastopa na tekmah Novoletne turneje, le-te pa redno končuje na višjih mestih.
Na poletih v Planici leta 2003 je postavil nov svetovni rekord - 232,5 metra, vendar je podrsal. Leto dni kasneje je osvojil srebrno medaljo na svetovnem prvenstvu v poletih, pravtako v Planici.
Slabo je nastopal v sezoni 2005/06, nastopal je v kontinentalnem pokalu, šele na koncu sezone je dobil priložnost v svetovnem.
Sezono 2006/07 je začel vzpodbudno, bil je četrti na prvi tekmi v Kuusamu.